# Драгутин Блажек
Драгутин Блажек (Вележице код Прага 29. јул 1847 — Сомбор 2. јун 1922) био је српски музичар, по националности Чех. По завршеној Учитељској школи и Конзеваторију у Прагу био је хоровођа у Вршцу, а затим наставник музике у Учитељској школи у Сомбору.
Компоновао је већином хорска дела. Посебно су му познати квартети: „Под прозором“ и „Спустила се ноћца“ и соли песма „Љубичице“.
Писао је и чланке и критике: „Наше народно црквено појање“, „Димитрије А. Славијански“, „Др. Јован Пачу“ и др.